# Dashni Murad
Dashni Murad, kurd. دەشنێ موراد, Deşnê Murad (ur. 1 stycznia 1986 w As-Sulajmanijja) – holenderska piosenkarka oraz prezenterka telewizyjna pochodzenia kurdyjskiego.

## Życiorys
Dashni Murad urodziła się 1 stycznia 1986 roku w As-Sulajmanijja. W wieku 11 lat wyjechała wraz z rodziną do Holandii. Kiedy miała 16 lat, zaczęła pracę jako modelka oraz przyłączyła się do grupy trenującej street dance.
Swoją karierę prezenterki telewizyjnej rozpoczęła w programie Be Control emitowanego przez Kurdistan TV. Następnie otrzymała swój własny program The Dashni Show w Korek TV, w którym poruszała różne tematy dotyczące spraw kobiet, w tym również te wzbudzające kontrowersje wśród społeczności Kurdyjskiej. Po jakimś czasie wróciła do Kurdistan TV, by tam poprowadzić program Şepollekanî jyan.
W 2012 wydała swój pierwszy singiel nagrany w języku angielskim – wszystkie wcześniejsze utwory były w języku kurdyjskim.

## Dyskografia

### Albumy
- Hela Hopa (2009)
- Shika Wawa (2010)
- Frishtay Mihraban (2011)